# Georg Fugger

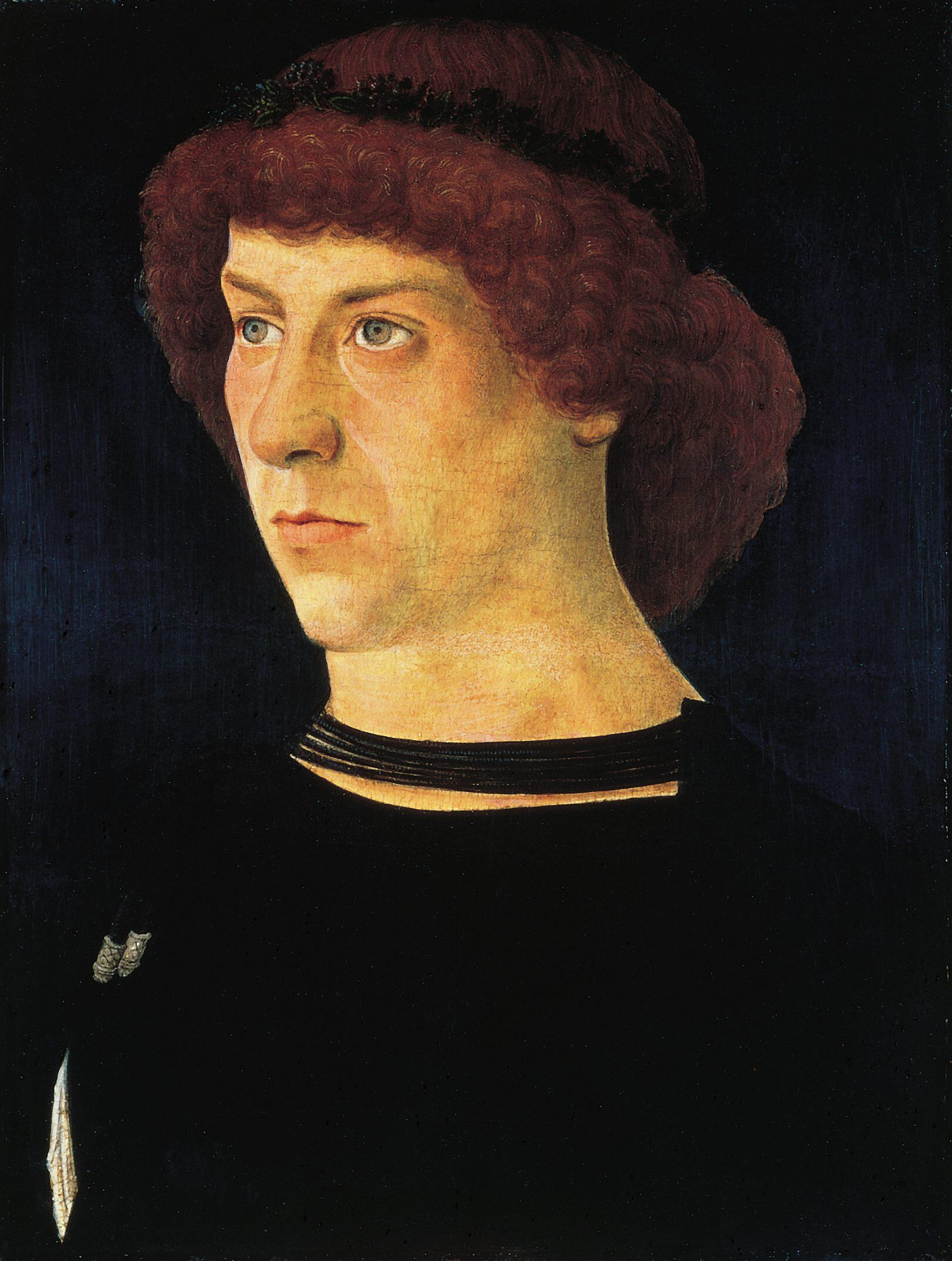
Georg Fugger von Giovanni Bellini (1474)

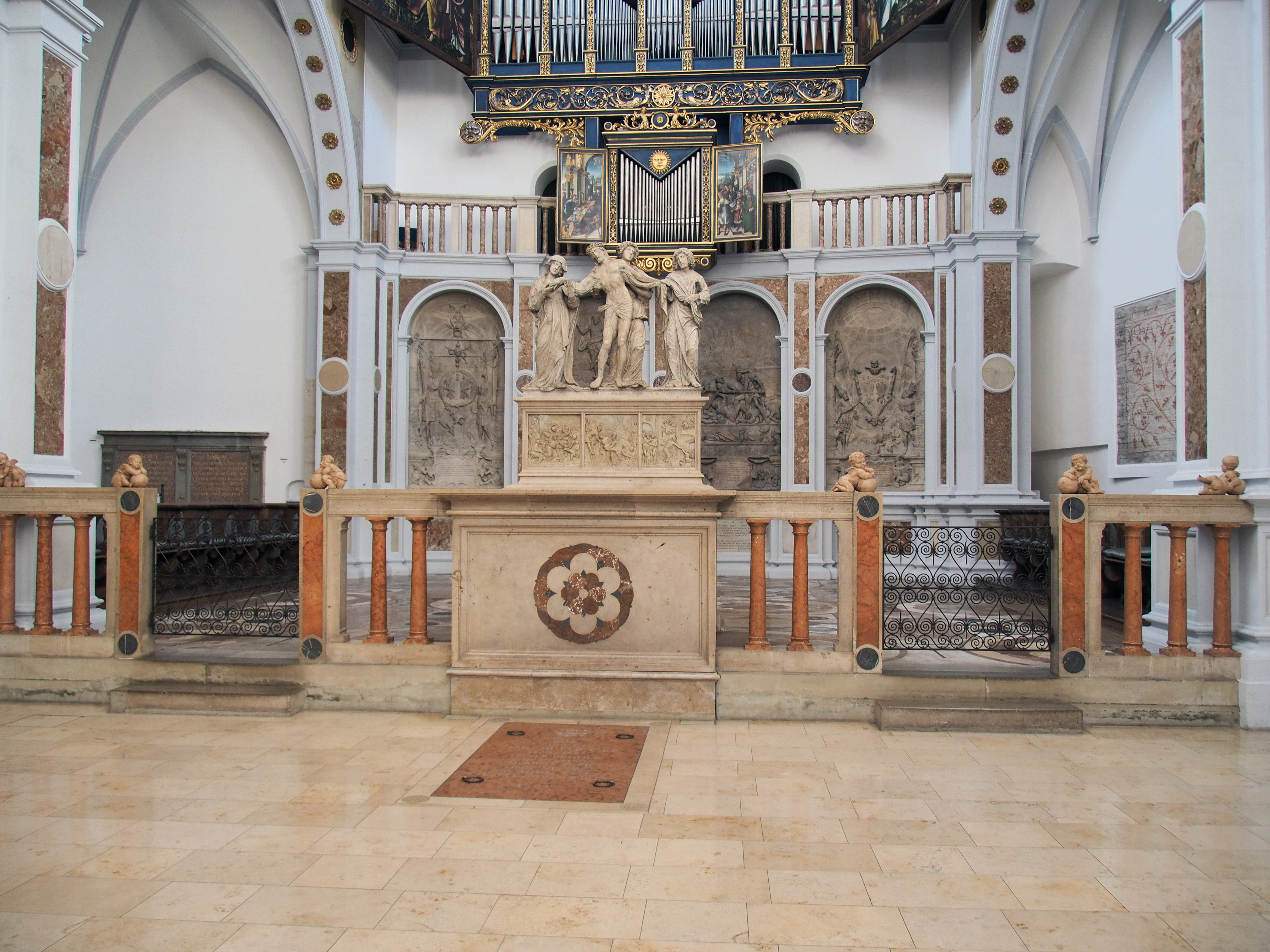
Grabgelege der Fuggers in der St. Anna-Kirche, Augsburg

Georg Fugger von der Lilie (* 8. Mai 1453 in Augsburg; † 14. März 1506 ebenda) war ein deutscher Kaufmann der Fugger-Familie.

## Leben
Georg Fugger wurde im Jahre 1453 als Sohn von Jakob Fugger des Älteren und dessen Frau Barbara, geb. Bäsinger, in Augsburg geboren. Früh stand fest, dass Georg Kaufmann werden würde. Im Jahre 1486 heirateten er und Regina Imhoff, eine Nürnberger Patrizierstochter. Im Jahre 1488 wurde der Sohn Markus (Marx) geboren, ein Jahr später folgte der Sohn Raymund. Dieser sollte der Stammvater der später gräflichen Fugger-Linien „von Kirchberg“ und „von Weißenhorn“ werden. Der im Jahre 1493 geborene Sohn Anton, der spätere Chef des Familienunternehmens und Nachfolger Jakob Fuggers des Reichen, wurde der Stammvater der später fürstlichen Fugger-Linien „von Glött“ und von „Babenhausen“. Georg Fugger ist somit der Ahnherr aller heute lebenden Angehörigen des Hauses „Fugger von der Lilie“. Die Firma „Ulrich Fugger und seine Gesellschaft“ wurde die erste „offene Handelsgesellschaft“ in Europa und änderte bald den Namen in „Ulrich Fugger und Gebrüder von Augsburg“ um. An ihr waren Ulrich (Leiter des Stammhauses in Augsburg), Georg (Leiter der Nürnberger Filiale) und Jakob (Ausbau der internationalen Beziehungen) beteiligt. Allein im Jahr 1494 machte die Firma einen Gewinn von über 54.000 Gulden. Zu dieser Zeit bestand auch noch die andere Fugger-Firma, die der „Fugger vom Reh“, die kurze Zeit später bankrottgehen sollte.
Georg Fugger ist, gemeinsam mit seinen Brüdern, auch Stifter der Augsburger Fuggerei, der bis heute bestehenden ältesten Sozialsiedlung der Welt. Im Jahre 1506 starb Georg Fugger in Augsburg. Er wurde in der Gruft unter dem Fußboden der Fuggerkapelle bestattet. Seine beiden Brüder Jakob Fugger (1459–1525) und Ulrich Fugger der Ältere (1441–1510), sowie sein Söhn Raymund Fugger (1489–1535) und sein Neffe Hieronymus Fugger (1499–1538) fanden hier ebenfalls ihre letzte Ruhestätte. 

## Nachkommen
- Hans Fugger (* 1487), starb jung

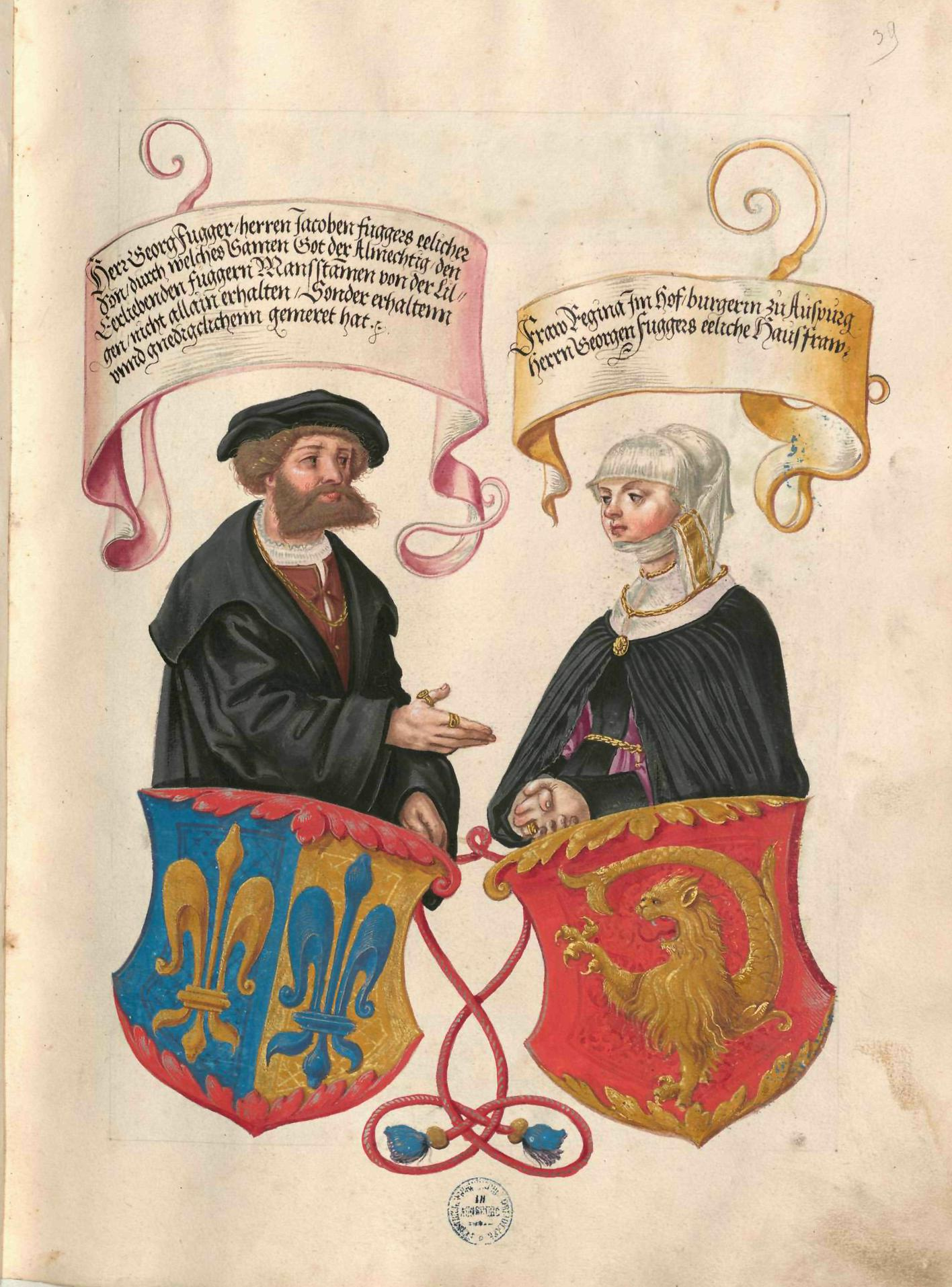
Georg Fugger und seine Frau Regina Imhoff. Geheimes Ehrenbuch der Fugger, Werkstatt Jörg Breus d. J., 1545–1549.

- Marcus Fugger (1488–1511), Kanoniker
- Raymund Fugger (1489–1535), ⚭ Katharina Thurzo
- Anton Fugger (1493–1560), ⚭ Anna Rehlinger
- Peter Fugger (* 1498), starb jung
- Regina Fugger (1499–1553), ⚭ Hans Baumgartner